# Combe Hay
Combe Hay est une paroisse civile et un village du Somerset, en Angleterre.